# トスカーナの幸せレシピ
『トスカーナの幸せレシピ』（トスカーナのしあわせレシピ、Quanto basta）は2018年のイタリア・ブラジルのコメディ映画。
監督はフランチェスコ・ファラスキ、出演はヴィニーチョ・マルキオーニとルイジ・フェデーレなど。
イタリアのトスカーナを舞台に、気性の荒さから傷害事件を起こして全てを失った元一流シェフが、天才的な味覚を持つアスペルガー症候群の青年とともに若手料理人コンテストに挑む姿を描いている。
原題の「Quanto basta」はイタリア語の料理のレシピなどで使われる「適量」の意味。

## ストーリー
傷害事件を起こして服役していた元一流シェフのアルトゥーロは仮出所し、社会奉仕活動として自立支援施設「サン・ドナート園」でアスペルガー症候群の若者たちに料理を教えることになる。その生徒たちの中に、少しの味見で食材やスパイスを完璧に言い当てられる「絶対味覚」を持つ青年グイドがいた。アルトゥーロの指導によって料理の腕を上げたグイドはトスカーナで開かれる「若手料理人コンテスト」に出場することになり、アルトゥーロは指導役として彼に同行することになる。
コンテストの主催者はアルトゥーロの因縁の相手である人気シェフ、ダニエルだったが、グイドはアルトゥーロの支えによって順調に予選を勝ち進む。その間、2人を心配した施設の自立支援者であるアンナが会場に駆けつけ、アルトゥーロと深い仲になったり、グイドがコンテストのアシスタントである若い女性ジュリエッタに唐突に迫って激しく拒絶されたりするなど、様々なことが起きるが、勝ち抜いたグイドは決勝戦に臨むことになる。
一方、アルトゥーロには再起をかけた大きな仕事のオファーが来ており、グイドの決勝戦を前にミラノに向かわなければならなくなる。アルトゥーロは師匠のチェルソにグイドの指導役を頼み、会場を後にする。グイドはアルトゥーロの事情を理解して送り出すが、それでも落胆の色は隠せない。
決勝戦が始まるその時にアルトゥーロが会場に現れる。アルトゥーロが見守る中、グイドは決勝戦の課題である「メディチ家風ティンバッロ」を作る。順調に料理を完成させたグイドだったが、最後の仕上げであるココアパウダーをかけることを拒む。ここでグイドは指導役であるアルトゥーロと相談する。アルトゥーロはグイドの意思を尊重するとし、結局、グイドはココアパウダーをかけずに終える。主催者であるダニエルが用意した全ての食材を使うルールを破ったと指摘するダニエルに、グイドは「世界に必要なのは完璧なトマトソースだ。チョコソースじゃない」というアルトゥーロのかつての言葉で答える。これによってグイドの敗戦が確定する。ところが、会場にいたチェルソが席を立ち、勝者のティンバッロとグイドのティンバッロを黙って食べ比べると、何も言わずにグイドのティンバッロを持ち帰る。
アルトゥーロとチェルソ、アンナの3人がグイドのティンバッロを味わう中、グイドは迷惑をかけたジュリエッタに自分の作ったティンバッロを届ける。ジュリエッタは食べてくれなかったが、彼女のグイドに対する嫌悪感は少しだけ和らいだように見える。そして、ジュリエッタと仲直りしたのか訊ねるアンナにグイドはかつて自分では理解できなかった「程々に」という言葉で答える。
それから1年後、チェルソが始めたレストランで、アルトゥーロはシェフとして働いている。そこではグイドがアルトゥーロの片腕として働いているだけでなく、「サン・ドナート園」でアルトゥーロが料理を教えていた若者たちが店員として働いている。そこにアンナがグイドの祖父が入院して重体であると伝えに来る。アルトゥーロがグイドを連れていく車中で、グイドは目に涙を浮かべながら祖父に何を話せば良いのかアルトゥーロに訊ねる。アルトゥーロは感じたままを伝えれば良いと答えるが、結局、コンテストの際のアルトゥーロの励ましの言葉「フルパワー」に落ち着く。グイドは涙を流しながらも笑みを浮かべる。

## キャスト
- アルトゥーロ・カヴァリエーリ: ヴィニーチョ・マルキオーニ - 元三ツ星シェフ。仮出所中。
- グイド・セルネージ: ルイジ・フェデーレ（イタリア語版） - 絶対味覚を持つアスペルガー症候群の青年。
- アンナ・モレッリ: ヴァレリア・ソラリーノ（イタリア語版） - 自立支援施設で働く心理学者。
- ダニエル・マリナーリ: ニコラ・シリ（イタリア語版） - アルトゥーロのかつての親友。テレビで有名な人気シェフ。
- マリオーネ: ミルコ・フレッツァ - 求職中のアルトゥーロにボスのコッラーディを紹介した友人。
- ジュリエッタ: ベネデッタ・ポルカローリ（イタリア語版） - グイドが好意を寄せた若い女性。
- コッラーディ: ジャンフランコ・ガッロ（イタリア語版） - マリオーネのボスでアルトゥーロを雇った男。
- チェルソ・コンティ: アレッサンドロ・アベル（イタリア語版） - アルトゥーロとダニエルの師匠。伝説的シェフ。